# Du Quoin, Illinois
Du Quoin är en stad (city) i Perry County, i delstaten Illinois, USA. Enligt United States Census Bureau har staden en folkmängd på 6 084 invånare (2011) och en landarea på 18,1 km². I staden ligger bland annat travbanan DuQuoin State Fairgrounds Racetrack.